# Cernia odontias
Cernia odontias är en fjärilsart som beskrevs av Oswald Beltram Lower 1894. Cernia odontias ingår i släktet Cernia och familjen mätare. Inga underarter finns listade i Catalogue of Life.